# Sällskapet för inhemsk silkesodling
Sällskapet för inhemsk silkesodling var en svensk förening, grundad av drottning Josefina år 1830 och upphörde 1898. Syftet var att uppmuntra odling av mullbärsträd för att gynna den inhemska sidenindustrin i Sverige. 